# Сборная Макао по мини-футболу
Сборная Макао по мини-футболу (кит. 澳門五人制足球代表隊, порт. Selecção Macaense de Futsal, Selecção de Macau de Futsal) представляет автономный регион Макао на международных соревнованиях по мини-футболу.
По состоянию на 3 февраля 2025 года занимает 158 место в рейтинге ФИФА.
Поставщик формы — Nike.

## Состав
Сборная играла на отборе на Кубок Азии 2024 года в следующем составе:
| №  | Игрок                     |
| -- | ------------------------- |
| 1  | Со Ка Чонь                |
| 2  | Лёнь Кей Инь              |
| 4  | Фон Чи Ва                 |
| 5  | Чён Фон                   |
| 8  | Эдуарду Антониу Педру Тон |
| 10 | Чань Мань Хоу             |

## Турнирные достижения

### Чемпионаты мира
| Год   | Раунд турнира        | Матчи                | Победы               | Ничьи                | Поражения            | Забито               | Пропущено            |
| ----- | -------------------- | -------------------- | -------------------- | -------------------- | -------------------- | -------------------- | -------------------- |
| 1989  | не заявились         | не заявились         | не заявились         | не заявились         | не заявились         | не заявились         | не заявились         |
| 1992  | не заявились         | не заявились         | не заявились         | не заявились         | не заявились         | не заявились         | не заявились         |
| 1996  | не заявились         | не заявились         | не заявились         | не заявились         | не заявились         | не заявились         | не заявились         |
| 2000  | не квалифицировались | не квалифицировались | не квалифицировались | не квалифицировались | не квалифицировались | не квалифицировались | не квалифицировались |
| 2004  | не квалифицировались | не квалифицировались | не квалифицировались | не квалифицировались | не квалифицировались | не квалифицировались | не квалифицировались |
| 2008  | не квалифицировались | не квалифицировались | не квалифицировались | не квалифицировались | не квалифицировались | не квалифицировались | не квалифицировались |
| 2012  | не квалифицировались | не квалифицировались | не квалифицировались | не квалифицировались | не квалифицировались | не квалифицировались | не квалифицировались |
| 2016  | не заявились         | не заявились         | не заявились         | не заявились         | не заявились         | не заявились         | не заявились         |
| 2021  | не квалифицировались | не квалифицировались | не квалифицировались | не квалифицировались | не квалифицировались | не квалифицировались | не квалифицировались |
| 2024  | не квалифицировались | не квалифицировались | не квалифицировались | не квалифицировались | не квалифицировались | не квалифицировались | не квалифицировались |
| Итого | 0/10                 | 0                    | 0                    | 0                    | 0                    | 0                    | 0                    |

### Кубок Азии
| Год   | Раунд турнира        | Матчи                | Победы               | Ничьи                | Поражения            | Забито               | Пропущено            |                      |
| ----- | -------------------- | -------------------- | -------------------- | -------------------- | -------------------- | -------------------- | -------------------- | -------------------- |
| 1999  | не заявились         | не заявились         | не заявились         | не заявились         | не заявились         | не заявились         | не заявились         |                      |
| 2000  | Групповой этап       | 4                    | 0                    | 0                    | 4                    | 5                    | 45                   |                      |
| 2001  | не заявились         | не заявились         | не заявились         | не заявились         | не заявились         | не заявились         | не заявились         |                      |
| 2002  | не заявились         | не заявились         | не заявились         | не заявились         | не заявились         | не заявились         | не заявились         |                      |
| 2003  | Групповой этап       | 3                    | 0                    | 0                    | 3                    | 2                    | 35                   |                      |
| 2004  | Групповой этап       | 4                    | 1                    | 0                    | 3                    | 9                    | 35                   |                      |
| 2005  | Групповой этап       | 3                    | 0                    | 1                    | 2                    | 5                    | 24                   |                      |
| 2006  | не квалифицировались | не квалифицировались | не квалифицировались | не квалифицировались | не квалифицировались | не квалифицировались | не квалифицировались |                      |
| 2007  | не заявились         | не заявились         | не заявились         | не заявились         | не заявились         | не заявились         | не заявились         |                      |
| 2008  | не квалифицировались | не квалифицировались | не квалифицировались | не квалифицировались | не квалифицировались | не квалифицировались | не квалифицировались |                      |
| 2010  | не квалифицировались | не квалифицировались | не квалифицировались | не квалифицировались | не квалифицировались | не квалифицировались | не квалифицировались |                      |
| 2012  | не квалифицировались | не квалифицировались | не квалифицировались | не квалифицировались | не квалифицировались | не квалифицировались | не квалифицировались |                      |
| 2014  | не квалифицировались | не квалифицировались | не квалифицировались | не квалифицировались | не квалифицировались | не квалифицировались | не квалифицировались |                      |
| 2016  | не заявились         | не заявились         | не заявились         | не заявились         | не заявились         | не заявились         | не заявились         |                      |
| 2018  | не квалифицировались | не квалифицировались | не квалифицировались | не квалифицировались | не квалифицировались | не квалифицировались | не квалифицировались |                      |
| 2020  | отменён              | отменён              | отменён              | отменён              | отменён              | отменён              | отменён              |                      |
| 2022  | не заявились         | не заявились         | не заявились         | не заявились         | не заявились         | не заявились         | не заявились         |                      |
| 2024  | не квалифицировались | не квалифицировались | не квалифицировались | не квалифицировались | не квалифицировались | не квалифицировались | не квалифицировались | не квалифицировались |
| Итого | 4/16                 | 14                   | 1                    | 1                    | 12                   | 21                   | 139                  |                      |

### Азиатские игры по боевым искусствам и состязаниям в помещениях
| Год   | Раунд турнира        | Матчи                | Победы               | Ничьи                | Поражения            | Забито               | Пропущено            |
| ----- | -------------------- | -------------------- | -------------------- | -------------------- | -------------------- | -------------------- | -------------------- |
| 2005  | 1/4 финала           | 3                    | 0                    | 0                    | 3                    | 6                    | 43                   |
| 2007  | Групповой этап       | 3                    | 1                    | 0                    | 2                    | 7                    | 14                   |
| 2009  | Групповой этап       | 2                    | 0                    | 0                    | 2                    | 0                    | 27                   |
| 2013  | Групповой этап       | 3                    | 0                    | 1                    | 2                    | 3                    | 16                   |
| 2017  | не принимали участия | не принимали участия | не принимали участия | не принимали участия | не принимали участия | не принимали участия | не принимали участия |
| 2021  | турнир отменён       | турнир отменён       | турнир отменён       | турнир отменён       | турнир отменён       | турнир отменён       | турнир отменён       |
| Итого | 4/5                  | 11                   | 1                    | 1                    | 9                    | 16                   | 100                  |

### Чемпионат Восточной Азии
| Год   | Раунд турнира  | Матчи        | Победы       | Ничьи        | Поражения    | Забито       | Пропущено    |
| ----- | -------------- | ------------ | ------------ | ------------ | ------------ | ------------ | ------------ |
| 2009  | Групповой этап | 3            | 0            | 0            | 3            | 7            | 28           |
| 2011  | не заявились   | не заявились | не заявились | не заявились | не заявились | не заявились | не заявились |
| 2013  | Групповой этап | 4            | 0            | 0            | 4            | 5            | 45           |
| 2015  | не заявились   | не заявились | не заявились | не заявились | не заявились | не заявились | не заявились |
| 2017  | Групповой этап | 3            | 0            | 0            | 3            | 2            | 23           |
| 2019  | не заявились   | не заявились | не заявились | не заявились | не заявились | не заявились | не заявились |
| 2022  | не заявились   | не заявились | не заявились | не заявились | не заявились | не заявились | не заявились |
| Итого | 3/7            | 10           | 0            | 0            | 10           | 14           | 96           |

### Квалификация к Кубку Азии
| Год   | Раунд турнира  | Матчи | Победы | Ничьи | Поражения | Забито | Пропущено |
| ----- | -------------- | ----- | ------ | ----- | --------- | ------ | --------- |
| 2024  | Групповой этап | 3     | 0      | 0     | 3         | 2      | 39        |
| Итого | 1/1            | 3     | 0      | 0     | 3         | 2      | 39        |

### Лузофонские игры
| Год   | Раунд турнира   | Матчи        | Победы       | Ничьи        | Поражения    | Забито       | Пропущено    |
| ----- | --------------- | ------------ | ------------ | ------------ | ------------ | ------------ | ------------ |
| 2006  | Круговой турнир | 4            | 1            | 0            | 3            | 13           | 55           |
| 2009  | не заявились    | не заявились | не заявились | не заявились | не заявились | не заявились | не заявились |
| Итого | 1/2             | 4            | 1            | 0            | 3            | 13           | 55           |